# جرج‌تاون (کنتاکی)
جرج‌تاون (به انگلیسی: Georgetown) شهری در ایالت کنتاکی کشور ایالات متحده آمریکا است که جمعیت آن در سرشماری سال ۲۰۱۰ میلادی، ۲۹٬۰۹۸ نفر بوده‌است.